# Aelurillus spinicrus
Aelurillus spinicrus là một loài nhện trong họ Salticidae.
Loài này thuộc chi Aelurillus. Aelurillus spinicrus được Eugène Simon miêu tả năm 1871.